# یکاترینا هاکوبجانیان
یکاترینا سامسونی هاکوبجانیان (ارمنی: Եկատերինա Սամսոնի ՀակոբջանյանYekaterina Hakobjanyan زاده ۵ مارس ۱۹۳۸ - درگذشته ۱۵ مارس ۲۰۰۲) یک فیلسوف اهل ارمنستان بود.

## زندگی‌نامه
وی در ۵ مارس ۱۹۳۸ در استپاناکرت به دنیا آمد و از دانشگاه دولتی ایروان فارغ‌التحصیل شد.  وی در ۱۵ مارس ۲۰۰۲ در سن ۶۴ سالگی در استپاناکرت درگذشت.

## یادداشت
1. ↑  փիլիսոփայական գիտությունների դոկտոր